# تروون (كورنوال)
تروون (بالإنجليزية: Trewoon)‏ هي قرية تقع في المملكة المتحدة في كورنوال.